# Aéroport d'Assis
L'aéroport d'Assis aussi appelé aéroport d'État Marcelo Pires Halzhausen–Assis (code IATA : AIF • code OACI : SNAX) est le principal aéroport desservant la ville d'Assis au Brésil.
Il est exploité par DAESP.

## Historique
L'aéroport est dédié à l'aviation générale.

## Compagnies aériennes et destinations
Pas de vols réguliers depuis cet aéroport.

## Accès
L'aéroport est situé à 7 km du centre-ville d'Assis.